# Ippei Saga
Ippei Saga (佐賀 一平 Saga Ippei?), född 20 maj 1980 i Hokkaido prefektur, är en japansk före detta fotbollsspelare.
Saga började sin karriär 1999 i Consadole Sapporo. 2001 flyttade han till Montedio Yamagata. Efter Montedio Yamagata spelade han för Okinawa Kariyushi FC. Han avslutade karriären 2004.